# Cohen-Daubechies-Feauveau-Wavelet
Cohen-Daubechies-Feauveau-Wavelets (CDF-Wavelets) sind in der Mathematik die historisch gesehen erste Familie der biorthogonalen Wavelets. Sie wurden von Albert Cohen, Ingrid Daubechies  und Jean-Christophe Feauveau konstruiert und 1990 vorgestellt. CDF-Wavelets sind zu unterscheiden von den orthogonalen Daubechies-Wavelets, die andere Formen und Eigenschaften besitzen. Beide Wavelettypen gehen auf die gleiche Konstruktionsidee zurück, CDF-Wavelets verzichten zugunsten der Symmetrie auf Orthogonalität der Wavelets (bei Daubechies-Wavelets ist es umgekehrt).
Der JPEG-2000-Kompressionsstandard verwendet das biorthogonale CDF-5/3-Wavelet (auch LeGall-5/3-Wavelet genannt) zur verlustfreien Kompression und das CDF-9/7-Wavelet für die verlustbehaftete Kompression.

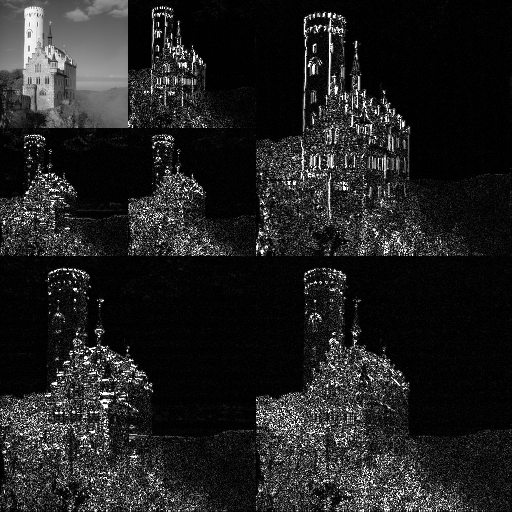
Beispiel einer 2D-Wavelet-Transformation, die im JPEG2000-Standard verwendet wird

## Eigenschaften
- Der Primgenerator ist ein B-Spline, wenn die einfache Faktorisierung {\displaystyle q_{\mathrm {prim} }(X)=1} (siehe unten) gewählt wird
- Der Dualgenerator hat die maximale Anzahl an Glattheitsfaktoren, die für die Länge möglich ist
- Alle Generatoren und Wavelets dieser Familie sind symmetrisch.

## Konstruktion
Für jede positive Ganzzahl {\displaystyle A} gibt es ein eindeutiges Polynom {\displaystyle Q_{A}(X)} vom Grad {\displaystyle A-1}, das der folgenden Identität genügt:
{\displaystyle (1-X/2)^{A}\,Q_{A}(X)+(X/2)^{A}\,Q_{A}(2-X)=1}.
Es handelt sich um das gleiche Polynom, das bei der Konstruktion der Daubechies-Wavelets verwendet wird. Anstelle einer spektralen Faktorisierung wird hier jedoch versucht
{\displaystyle Q_{A}(X)=q_{\mathrm {prim} }(X)\,q_{\mathrm {dual} }(X)}
zu faktorisieren. Die Faktoren {\displaystyle q_{\mathrm {prim} }(X),q_{\mathrm {dual} }(X)} sind dabei Polynome mit reellen Koeffizienten und Absolutglied  {\displaystyle q_{\mathrm {prim} }(0)=q_{\mathrm {dual} }(0)=1}.
In diesem Fall formen 
{\displaystyle a_{\mathrm {prim} }(Z)=2Z^{d}\,\left({\frac {1+Z}{2}}\right)^{A}\,q_{\mathrm {prim} }(1-(Z+Z^{-1})/2)}
und
{\displaystyle a_{\mathrm {dual} }(Z)=2Z^{d}\,\left({\frac {1+Z}{2}}\right)^{A}\,q_{\mathrm {dual} }(1-(Z+Z^{-1})/2)}
ein biorthogonales Paar von Skalierungsfolgen. {\displaystyle d} ist eine Ganzzahl, die zur Zentrierung der symmetrischen Folge auf Null verwendet wird, oder um die korrespondierenden diskreten Filter kausal zu machen.
Abhängig von den Wurzeln von {\displaystyle Q_{A}(X)} gibt es bis zu {\displaystyle 2^{A-1}} verschiedene Faktorisierungen.  Eine einfache Faktorisierung ist {\displaystyle q_{\mathrm {prim} }(X)=1} und {\displaystyle q_{\mathrm {dual} }(X)=Q_{A}(X)}. In diesem Fall ist die primäre Skalierungsfunktion das B-Spline der Ordnung {\displaystyle A-1}. Für {\displaystyle A=1} erhält man das orthogonale Haar-Wavelet.

## Koeffiziententabelle

Cohen-Daubechies-Feauveau-Wavelet 5/3, wie es im JPEG-2000-Standard verwendet wird.

Für {\displaystyle A=2} erhält man das LeGall-5/3-Wavelet:
| A | QA(X)               | qprim(X) | qdual(X)            | aprim(Z)                                                     | adual(Z)                                                                                           |
| - | ------------------- | -------- | ------------------- | ------------------------------------------------------------ | -------------------------------------------------------------------------------------------------- |
| 2 | {\displaystyle 1+X} | 1        | {\displaystyle 1+X} | {\displaystyle {\frac {1}{2}}(1+Z)^{2}\,Z}                   | {\displaystyle {\frac {1}{2}}(1+Z)^{2}\,\left(-{\tfrac {1}{2}}+2\,Z-{\tfrac {1}{2}}\,Z^{2}\right)} |
|   |                     |          |                     | {\displaystyle ={\frac {1}{2}}\,\left(Z+2Z^{2}+Z^{3}\right)} | {\displaystyle ={\frac {1}{4}}\,\left(-1+2Z+6Z^{2}+2Z^{3}-Z^{4}\right)}                            |

Für {\displaystyle A=4} erhält man das 9/7-CDF-Wavelet. Man erhält {\displaystyle Q_{4}(X)=1+2\,X+5/2\,X^{2}+5/2\,X^{3}}. Dieses Polynom besitzt genau eine reelle Wurzel und ist somit das Produkt des linearen Faktors {\displaystyle 1-c\,X} und eines quadratischen Faktors. Der Koeffizient {\displaystyle c}, der das Inverse der Wurzel ist, hat einen Wert von etwa −1,4603482098.
| A | QA(X)                                        | qprim(X)               | qdual(X)                                           |
| - | -------------------------------------------- | ---------------------- | -------------------------------------------------- |
| 4 | {\displaystyle 1+2\,X+5/2\,X^{2}+5/2\,X^{3}} | {\displaystyle 1-c\,X} | {\displaystyle 1+(c+2)*\,X+(c^{2}+2*c+5/2)\,X^{2}} |

Für die Koeffizienten der zentrierten Skalierungs- und Wavelet-Folgen erhält man numerische Werte in implementierungsfreundlicher Form:
| k  | Analyse-Tiefpassfilter (1/2 adual) | Analyse-Hochpassfilter (bdual) | Synthese-Tiefpassfilter (aprim) | Synthese-Hochpassfilter (1/2 bprim) |
| -- | ---------------------------------- | ------------------------------ | ------------------------------- | ----------------------------------- |
| −4 | 0,026748757411                     | 0                              | 0                               | 0,026748757411                      |
| −3 | −0,016864118443                    | 0,091271763114                 | −0,091271763114                 | 0,016864118443                      |
| −2 | −0,078223266529                    | −0,057543526229                | −0,057543526229                 | −0,078223266529                     |
| −1 | 0,266864118443                     | −0,591271763114                | 0,591271763114                  | −0,266864118443                     |
| 0  | 0,602949018236                     | 1,11508705                     | 1,11508705                      | 0,602949018236                      |
| 1  | 0,266864118443                     | −0,591271763114                | 0,591271763114                  | −0,266864118443                     |
| 2  | −0,078223266529                    | −0,057543526229                | −0,057543526229                 | −0,078223266529                     |
| 3  | −0,016864118443                    | 0,091271763114                 | −0,091271763114                 | 0,016864118443                      |
| 4  | 0,026748757411                     | 0                              | 0                               | 0,026748757411                      |

## Nummernbezeichnung
Es gibt zwei parallele Nummerierungsschemata für Wavelets der CDF-Familie.
- Die Anzahl der Glattheitsfaktoren der Tiefpassfilter, oder (äquivalent) die Anzahl der verschwindenden Momente der Hochpassfilter, z. B. 2,2
- Die Längen der Tiefpassfilter, oder (äquivalent) die Längen der Hochpassfilter, z. B. 5,3

Das erste Schema wurde in Daubechies' Buch „Ten lectures on wavelets“ verwendet.
Keine der Bezeichnungen ist eindeutig. Die Anzahl der verschwindenden Momente sagt nichts über die gewählte Faktorisierung aus. Eine Filterbank, deren Filterlängen 7 und 9 betragen, hat 6 und 2 verschwindende Momente, wenn man eine triviale Faktorisierung verwendet, oder 4 und 4 verschwindende Momente, wie in dem Fall des JPEG-2000-Wavelets. Das gleiche Wavelet kann daher als „CDF 9/7“ (basierend auf den Filterlängen) oder „biorthogonal 4/4“ (basierend auf den verschwindenden Momenten) heißen.

## Lifting-Zerlegung
Für die trivial faktorisierten Filterbänke kann eine Lifting-Zerlegung explizit gegeben werden.